# فلورانس أيسي
فلورانس أيسي (بالفرنسية: Florence Ayisi)‏، هي مُخرجة وأكاديمية كاميرونية.

## أعمالها
- «أحلام الكرة في زنجبار» (بالإنجليزية: Zanzibar Soccer Dreams)‏ (2016).
- «تسليم الوقت» (بالإنجليزية: Handing Down Time)‏ (2012).
- «المرأة الكاميرونية في السينما» (بالإنجليزية: Cameroonian Women in Motion)‏ (2012).
- «فن هذا المكان: فنانات في الكاميرون» (بالإنجليزية: Art of this Place: Women Artists in Cameroon)‏ (2011).[3]
- «ملكات كرة القدم في زنجبار» (بالإنجليزية: Zanzibar Soccer Queens)‏ (2007/2008)[3][5]
- «عالمُنا في زنجبار» (بالإنجليزية: Our World in Zanzibar)‏ (2007).[3]
- «أُمي: إيسانجي» (بالإنجليزية: My Mother: Isange)‏ (2005).[3][6]
- «أخوات في القانون» (بالإنجليزية: Sisters in Law)‏ (2005).
- «خواطر» (بالإنجليزية: Reflections)‏ (2003).[6]

## روابط خارجية
فلورانس أيسي على موقع IMDb (الإنجليزية)
- فلورانس أيسي على موقع قاعدة بيانات الفيلم (الإنجليزية)